# Hyaenosa clarki
Hyaenosa clarki är en spindelart som först beskrevs av Henry Roughton Hogg 1912.  Hyaenosa clarki ingår i släktet Hyaenosa och familjen vargspindlar. Inga underarter finns listade i Catalogue of Life.